# FB (Birmingham)
FB is een Brits historisch merk van motorfietsen en inbouwmotoren.
De bedrijfsnaam was: Fowler & Bingham Ltd., later FB Twostroke Engine Co., Birmingham.
Fowler & Bingham begonnen in 1913 met de productie van inbouwmotoren, die aan andere merken werden verkocht maar ook werden gebruikt voor de productie van eigen motorfietsen. Het waren tweetaktmotoren van 206-, 269 en 411 cc.
Hoewel de productie tijdens de Eerste Wereldoorlog waarschijnlijk moest worden opgeschort, bestond het merk tot 1922.